# Булычевы (Афанасьевский район)
 Булычевы  — опустевшая деревня в Афанасьевском районе Кировской области в составе Ичетовкинского сельского поселения.

## География
Расположена на расстоянии примерно 15 км по прямой на север-северо-восток от райцентра поселка  Афанасьево.

## История
Была известна с 1873 года как деревня Булячевых, часть деревни Коньковская, в 1905 году уже деревня Булычевское, дворов 20 и жителей 130, в 1926 (Булычевская), хозяйств 27 и жителей 145, в 1950 году 31 и 114, в 1989 году проживало 5 человек. Современное название утвердилось с 1978 года.  

## Население
Постоянное население не было учтено как в 2002 году, так и в 2010.